# Federación de Comunidades Budistas de España
Federación de Comunidades Budistas de España (česky: Federace buddhistických komunit Španělska; zkratka: UBE-FEBE) je španělská organizace, která v zemi funguje jako zastřešující organizace pro buddhistické komunity.
Buddhismus se ve španělské společnosti začal více zviditelňovat po roce 1978, kdy byla přijata nová ústava a byla tak garantována svoboda náboženského vyznání. Federace byla oficiálně založená v roce 1992.
K říjnu 2021 měla federace 22 členských organizací.
Federace je členem Evropské buddhistické unie.